# Clubiona andreinii
Clubiona andreinii este o specie de păianjeni din genul Clubiona, familia Clubionidae, descrisă de Caporiacco, 1936.
Este endemică în Italia. Conform Catalogue of Life specia Clubiona andreinii nu are subspecii cunoscute.